# ТЭМГ1
ТЭМГ1 (тепловоз с электрической передачей, маневровый, с газопоршневыми двигателями, тип 1) — российский четырёхосный тепловоз, использующий газообразное топливо, построенный АО «Синара — Транспортные Машины» (СТМ, из группы «Синара») на Людиновском тепловозостроительном заводе (ЛТЗ) в 2019 году.

## История создания и выпуска
По состоянию на январь 2023 года построен единственный тепловоз ТЭМГ1. В конце 2021 года на ТЭМГ1 был получен сертификат соответствия Евразийского экономического союза.

## Общие сведения
Локомотив имеет два газопоршневых двигателя (ГПД) и электрическую передачу переменно-постоянного тока с асинхронными тяговыми электродвигателями. В качестве топлива применяется природный газ марки не ниже «Б» согласно ГОСТ Р 56021. В конструкции применён модульный принцип, позволяющий сократить время проведения среднего и капитального ремонта. Возможна установка системы видеонаблюдения и электропневматического тормоза. Изменение режима работы силовых установок происходит в автоматическом режиме. Допускается управление локомотивом в одно лицо. В локомотиве ТЭМГ1-001 установлена цифровая система управления и диагностики, которая контролирует около 1,5 тысяч параметров.

### Технические характеристики
Основные параметры тепловоза
- служебная масса — 90 т ± 3 %;
- габарит по ГОСТ 9238 — 1-Т (02-ВМ с кабиной без кругового обзора);
- осевая формула — 20-20;
- нагрузка на ось — 220,5 кН ± 3 %;
- полная мощность по ГПД — 2×428 кВт (2×582 л.с.);
- сила тяги:
  - при трогании с места — 291 кН (29,7 тс);
  - длительного режима — 216 кН (22 тс);
- конструкционная скорость — 100 км/ч;
- экипировочный запас топлива — 2600 кг;
- минимальный радиус проходимых кривых — 40 м.

## Эксплуатация
Тепловоз передан на Южно-Уральскую железную дорогу, где эксплуатируется оренбургским филиалом ООО «Газпромтранс». В 2018 году между СТМ и ООО «Газпромтранс» подписан договор о поставке десяти таких машин.